# Maybach DS8
Maybach DS8 Zeppelin − samochód marki Maybach produkowany w okresie przedwojennym. Należał do segmentu aut luksusowych.
Początek produkcji modelu DS8 to rok 1929. Sprzedano go ogółem około 180 sztuk. Limuzyna w najdroższej wersji wyposażenia kosztowała w 1938 roku 36 tys. ówczesnych marek. Był to najdroższy samochód dostępny w Niemczech.
Samochód posiadał własny kompresor umożliwiający automatyczne uzupełnianie powietrza w oponach.
Zachowany w dobrym stanie samochód znajduje się w Mercedes-Benz Muzeum w Stuttgarcie.

## Silnik
Silnik V12 (60°) czterosuwowy, benzynowy, 2 zawory na cylinder; SOHC; umieszczony z przodu, napęd na tylne koła; chłodzony wodą
- Pojemność skokowa silnika 7922 cm³ (8,0 dm³)
- Moc maksymalna silnika 200 KM
- Prędkość maksymalna 170 km/h

## Nadwozie
Czterodrzwiowa limuzyna ze składanym dachem.
- Długość 5,52 m
- Wysokość 1,9 m
- Rozstaw osi 3735 m
- Masa własna 2800 kg

## Opony
- przód 7x20
- tył 7,5x20